# Cardiff (kommun)
Cardiff (officiellt namn på engelska: City and County of Cardiff samt på kymriska: Dinas a Sir Caerdydd) är en kommun i riksdelen Wales i Storbritannien. Kommunen har 372 089 invånare (2022).
Större delen av kommunen utgörs av Wales huvudstad Cardiff. I den nordvästra delen av kommunen finns även orterna Creigiau, Pentyrch, Radyr och Tongwynlais.

## Indelning
Kommunen Cardiff delas in i 36 communities:

- Adamsdown
- Butetown
- Caerau
- Canton
- Castle
- Cathays
- Cyncoed
- Ely
- Fairwater
- Gabalfa
- Grangetown
- Heath
- Lisvane
- Llandaff
- Llandaff North
- Llanedeyrn
- Llanishen
- Llanrumney
- Old St. Mellons
- Pentwyn
- Pentyrch
- Penylan
- Pontcanna
- Pontprennau
- Radyr and Morganstown
- Rhiwbina
- Riverside
- Roath
- Rumney
- Splott
- St. Fagans
- Thornhill
- Tongwynlais
- Tremorfa
- Trowbridge
- Whitchurch